# كأس الإمبراطور 2017
كأس الإمبراطور 2017 (باليابانية: 第97回天皇杯全日本サッカー選手権大会) هو الموسم 97 من كأس الإمبراطور. كان عدد الأندية المشاركة فيه 88، وفاز فيه سيريزو أوساكا.